# Flirtea tuberculata
Flirtea tuberculata is een hooiwagen uit de familie Cosmetidae.